# 주OECD 대한민국 대표부
주OECD 대한민국 대표부(駐OECD大韓民國代表部, Permanent Mission of the Republic of Korea to the OECD)은 1997년 프랑스 파리에 개설된 대한민국 외교부 소속의 대표부이다.

## 역사
대한민국의 OECD 가입은 1978년 미국 재무부 장관 마이크 블루멘탈이 한국도 OECD 가입을 해야한다고 처음 언급하면서 시작되었다. 이후 1980년대에 한국 정부와 OECD 간 비공식 대화가 이루어졌으며, 본격적인 가입 준비는 1990년대부터 시작되었다. 1992년 OECD 개발센터 가입을 시작으로 준비가 이루어졌으며, 1995년 주프랑스 한국대사관에 OECD 가입준비사무소가 설치되면서 순조롭게 진행되었다. 당시 외환위기로 인하여 OECD 가입에 대해서 회의적인 시각도 존재하였지만, 1996년에 가입협정을 서명하고 기탁하면서 공식적으로 OECD 회원국이 되었다. 한국은 OECD 가입 이후 점차 선진국의 모습을 갖춰갔으며, 2010년에는 OECD DAC 회원국 가입에도 성공하였다.

## 역할
OECD에 대한민국 중앙부처 소속 공무원들을 파견하여 한국 대표부 직원으로 나가는 것과 자문.연수 프로그램으로 파견돼 실제 업무를 담당하는 방식이 있다. 주로 기획재정부. 산업통상자원부, 교육부,환경부에서 인원이 파견되고 있다.